# Solec (gmina w województwie kieleckim)
Solec (do 1870 miasto Solec) – dawna gmina wiejska istniejąca do 1954 roku w woj. kieleckim. Siedzibą władz gminy był Solec (obecnie Solec nad Wisłą), który był równocześnie siedzibą odrębnej wiejskiej gminy Dziurków. 
Gmina Solec powstała 1 stycznia?/13 stycznia 1870 w powiecie iłżeckim w guberni radomskiej w związku z utratą praw miejskich przez miasto Solec i przekształceniu jego w wiejską gminę Solec w granicach dotychczasowego miasta. Równocześnie istniejącą już gminę Solec – aby uniknąć dwóch jednostek wiejskich o tej samej nazwie – przemianowano na gminę Dziurków z siedzibą w Solcu (współczesna gmina Solec nad Wisłą obejmuje obszary zarówno dawnej gminy Solec jak i gminy Dziurków). Gmina Solec rozdzielała gminę Dziurków na dwie terytorialnie odrębne części. Ponadto część gminy Solec (Kępa Solecka) znajdowała się na wschodnim brzegu Wisły, bez połączenia mostowego (co zlikwidowano dopiero w 1954, włączacjąc tę część do woj. lubelskiego).
W okresie międzywojennym gmina Solec należała do powiatu iłżeckiego w woj. kieleckim. Po wojnie gmina zachowała przynależność administracyjną. 1 lipca 1952 roku gmina składała się z 5 gromad: Kępa Solecka, Kłudzie, Solec Bliższe Przedmieście i Solec Dalsze Przedmieście.
Jednostka została zniesiona 29 września 1954 roku wraz z reformą wprowadzającą gromady w miejsce gmin. Po reaktywowaniu gmin 1 stycznia 1973 roku utworzono gminę Solec nad Wisłą w powiecie lipskim w tymże województwie w zasięgu granic dawnych gmin Solec i Dziurków.